# Spessart
Spessart – niski masyw górski w południowo-zachodniej części Niemiec. Położony on jest w większości w kraju związkowym Bawaria (Dolna Frankonia) oraz częściowo w Hesji. Najwyższy jego szczyt, Geiersberg, wznosi się na wysokość 585 m n.p.m. Nazwa wywodzi się ze staroniemieckiego określenia „Puszcza Dzięciołów” (Specht Hardt).

## Geografia

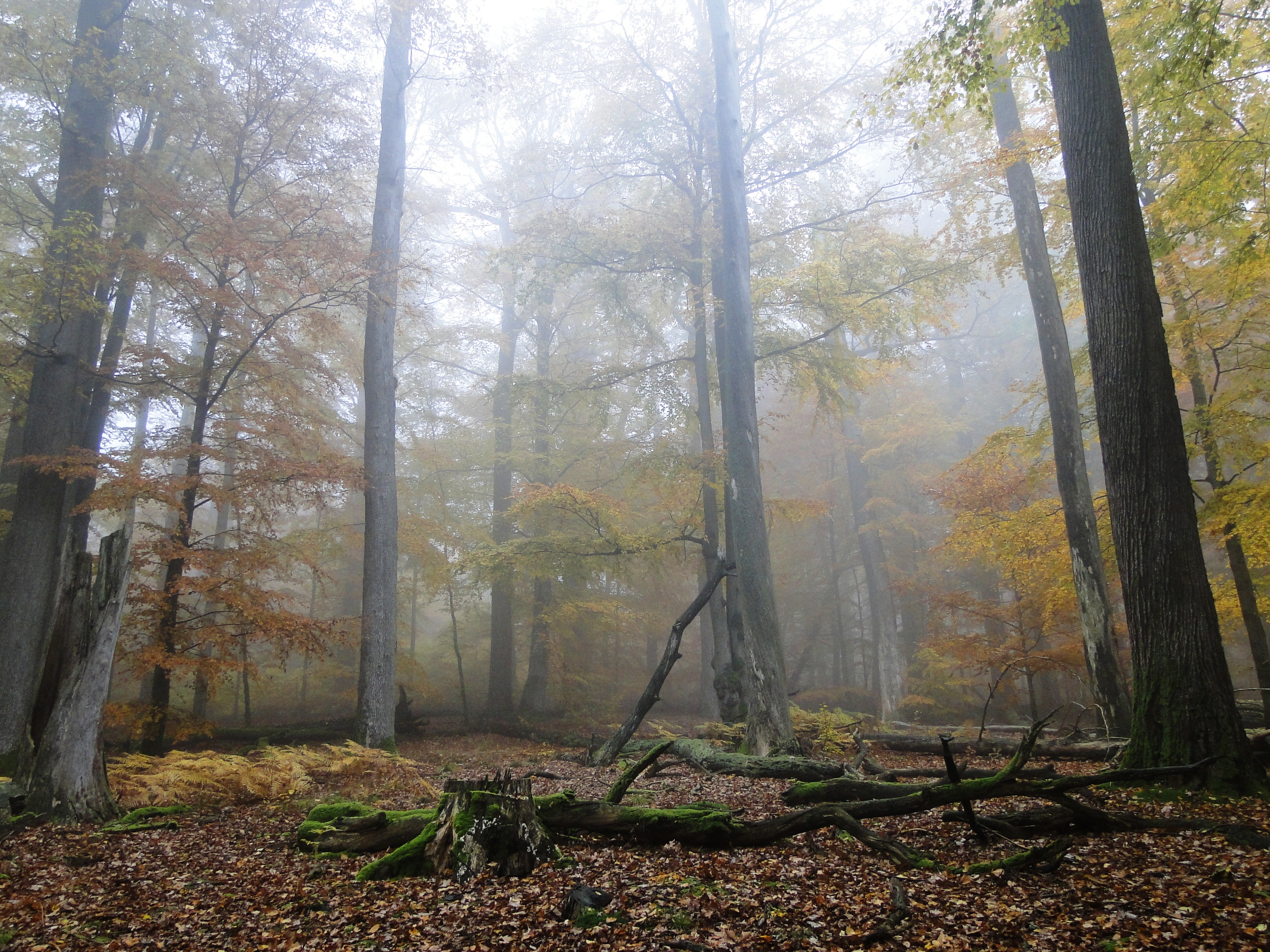
Las w okolicy Rohrbergu

Jest to silnie zalesiony masyw o charakterze wyżyno-górskim, z przewyższeniami rzadko przekraczającymi 300 metrów. Obejmuje on swoim zasięgiem około 2440 km² powierzchni, w tym w Bawarii – 1710 km², w Hesji – 730 km². Mianem „Czworokąt Menu” (niem. Mainviereck) określa się południową część regionu z czterema punktami krańcowymi w miejscowościach: Lohr, Wertheim, Miltenberg oraz Aschaffenburg. Spessart jest ograniczony z trzech stron (zachód, wschód, południe) przez rzekę Men, ponadto przez Kinzig (północ) i Sinn (północny wschód).
Niższe partie masywu użytkowane są przez rolników, wyższe rejony porośnięte są przez lasy dębowe oraz buczynę. Najwyższe partie gór nie przekraczają 600 m n.p.m. (Geiersberg 585 m n.p.m.). Geishöhe (521 m n.p.m.) jest najwyżej położonym zamieszkanym miejscem Spessartu, a najwyżej położoną miejscowością jest Heinrichsthal na wysokości 436 m n.p.m.
Rzeka Men na wschodzie rozdziela Spessart od Równiny Frankońskiej (niem. Fränkische Platten), a od południa oraz zachodu od gór Odenwald. Na północnym zachodzie regionu (pomiędzy rzeką Kinzig oraz masywem wulkanicznym Vogelsbergu) rozciąga się zalesiony obszar Lasu Büdingerskiego (Büdinger Wald). Na północnym wschodzie od Spessartu znajduje się wulkaniczny masyw Rhönu. Jego południowe pogórze (Südrhön) tworzy razem ze Spessartem i Odenwaldem względnie jednolity geologicznie i krajobrazowo obszar określany niekiedy jako Gór Hesko-Frankońskich. Całość jest północną granicą Progów Południowoniemieckich, a w szerszym kontekście wchodzi w skład południowego Średniogórza Niemieckiego.
Do najważniejszych rzek oraz strumieni Spessartu zalicza się: Sinn, Lohr, Hafenlohr, Haslochbach, Elsava, Aschaff, Kahl, Biber i Orb.

### Przynależność administracyjna
Obecnie Spessart znajduje się w granicach bawarskiej rejencji Dolna Frankonia oraz heskiej rejencji Darmstadt. Miasto Aschaffenburg oraz powiaty Aschaffenburg oraz Miltenberg wchodzą w skład bawarskiego regionu planowania Bayerischer Untermain, zaś powiat Main-Spessart znajduje się w regionie planowania Würzburg. Heska część wchodzi w granice powiatu Main-Kinzig-Kreis. Dodatkowo, niewielki skraj landu Badenia-Wirtembergia w powiecie Men-Tauber jest niekiedy też wliczany do Spessartu.

## Geologia
Podłoże Spessartu w swoje wschodniej części („Vorspessart”, kończący się na wschód od Aschaffenburga) składa się w dużej mierze z diorytu, różnych rodzajów gnejsów oraz łupków metamorficznych. W samym Aschaffenburgu wydobywano dawniej tzw. spessartyn, który ze względu na jego niewielkie zasoby oraz rzadkość występowania jest cennym eksponatem kolekcjonerskim. Pod powierzchnią ziemi występują tu również liczne pokłady piaskowca pstrego. W południowej części regionu zachowało się wiele skupisk wapienia muszlowego. Na północy Spessartu pod pokładami piaskowca pstrego znajdują się czerwony spągowiec oraz czechsztyn, który to wydobywany był obok dolomitu w miejscowościach: Altenmittlau i Feldkahl.

## Historia
Spessart posiada bardzo bogatą historię. Po podboju rzymskim stanowił on przez kilka stuleci część pasa granicznego między Cesarstwem a ludami germańskimi. W średniowieczu stał się cesarskim lasem, rozgraniczającym Frankonię Zachodnią od Wschodniej. Las służył wówczas elitom do polowań na dziką zwierzynę. Następnie przez stulecia zarządcami większości tych terenów byli arcybiskupi-elektorzy Rzeszy Niemieckiej z Moguncji, a później fragmenty uzyskała kapituła w biskupstwa w Würzburgu, czy lokalni właściciele ziemscy, np. hrabiowie von Rieneck. Dopiero na przełomie XII i XIII wieku rozwinęło się na tych terenach osadnictwo. Niektóre miejscowości, takie jak Grubingen, zyskały z czasem regionalne znaczenie, inne znikały całkowicie w przeciągu kilku pokoleń. Polityczne rozdrobnienie regionu oraz brak odpowiednich organizacji organów porządkowych, np. straży czuwającej nad przestrzeganiem prawa, spowodowały, iż Spessart stał się atrakcyjnym miejscem dla band rabusiów. W okresie upadku Świętego Cesarstwa Rzymskiego poziom przestępczości Spessartu osiągnął szczytowy punkt w swej historii. Po ustanowieniu nowego porządku administracyjnego oraz terytorialnego na tych terenach problem rabusiów został w niedługim czasie rozwiązany.

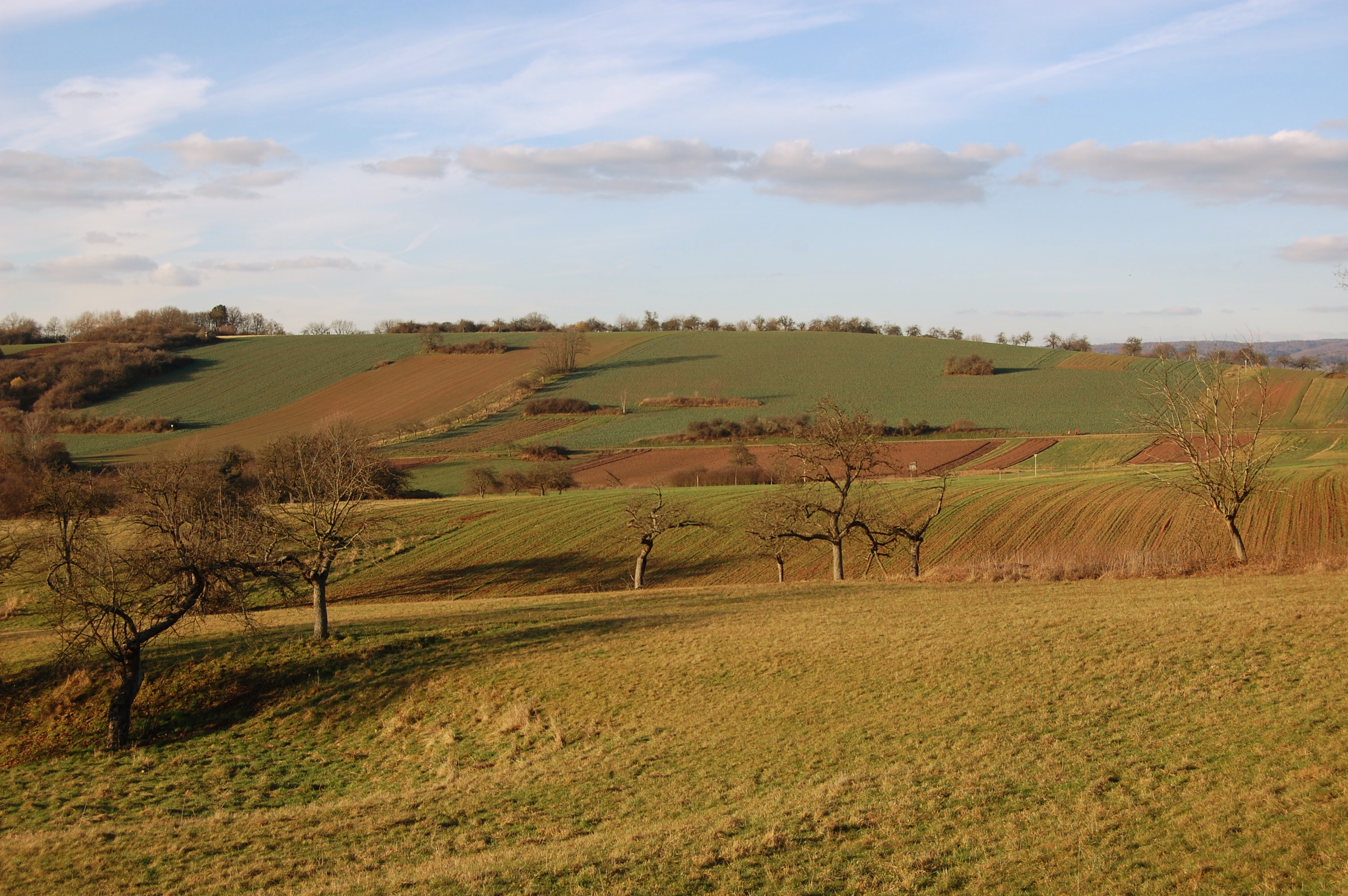
Pola uprawne

W wyniku przemian epoki napoleońskiej w 1803 roku przestał istnieć Elektorat Moguncji. Spessart przeszedł pod zwierzchnictwo krótkotrwałego Księstwa Aschaffenburg, a następnie Wielkiego Księstwa Frankfurtu. Ostatecznie na początku XIX wieku większa część regionu przeszła pod zarząd Królestwa Bawarii. Obecnie tereny Spessartu znajdują się w granicach powiatów dwóch landów związkowych Niemiec – Hesji oraz Bawarii. W tym drugim landzie góry stanowią część rejencji dolnofrankońskiej.
Obecnie zachodnia część masywu górskiego jest pod presją rozwijającego się obszaru metropolitarnego Frankfurtu nad Menem. Mimo to, stosunkowo słabe zaludnienie przyczyniło się do rozwinięcia projektów powołania parku narodowego wśród najlepiej zachowanej części lasów masywu, który jednak nie został przyjęty przez władze Bawarii w 2017 roku.

## Kultura i zabytki

### Architektura

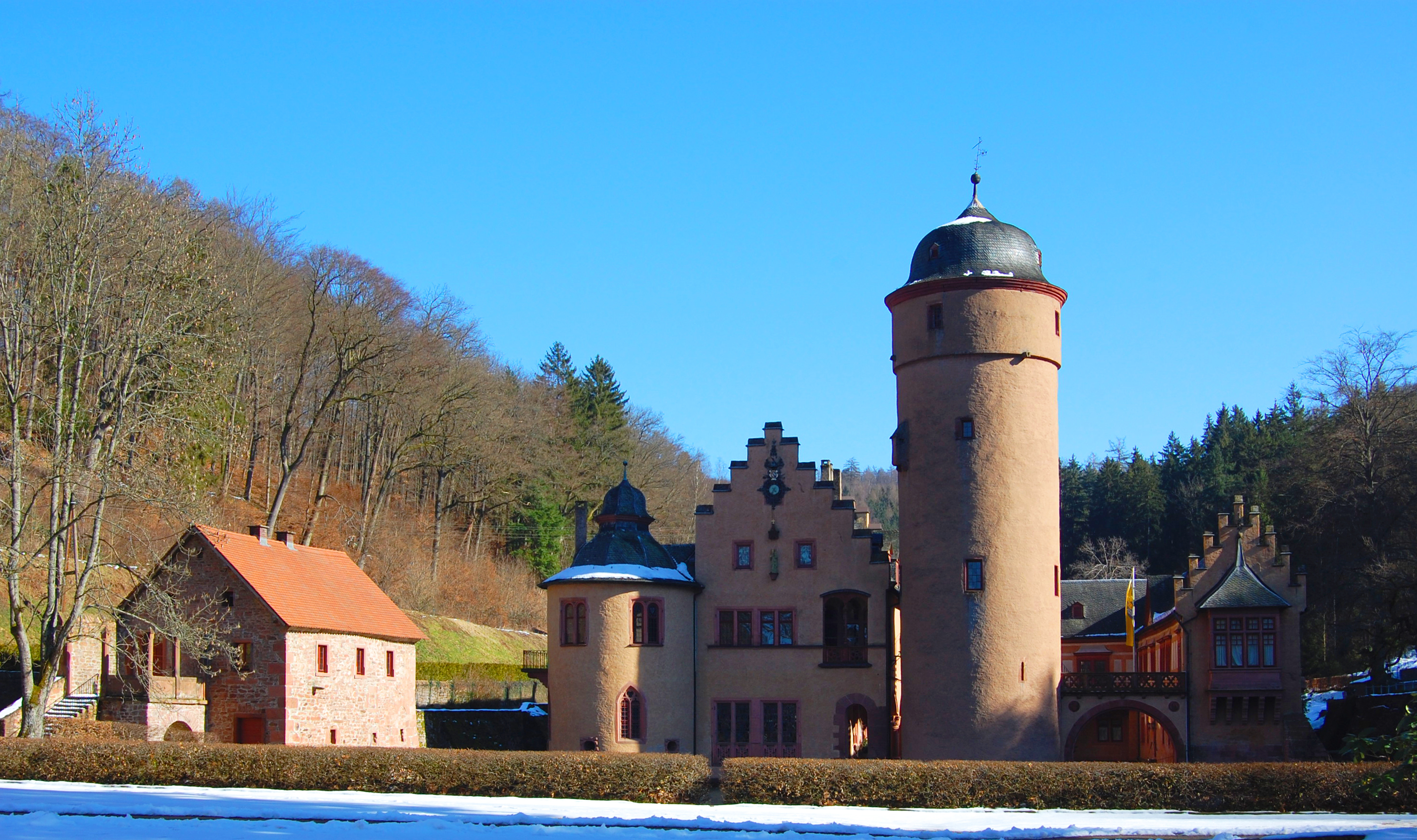
Zamek w Mespelbrunn

Najbardziej znanym obiektem budowlanym Spessartu jest zamek wodny w Mespelbrunn. Był on siedzibą rodową szlachciców von Ingelheim zwanych Echter von und zu Mespelbrunn, którzy przybyli tutaj sprawować nadzór nad dobrami arcybiskupów Moguncji. Ponieważ zamek zbudowano poza centrami administracyjnymi, nie został on nigdy zniszczony w wyniku działań wojennych. Obiekt znajduje się obecnie w posiadaniu hrabiny von Ingelheim, która zamieszkuje go wraz z rodziną. Część obiektu jako muzeum udostępniana jest zwiedzającym.

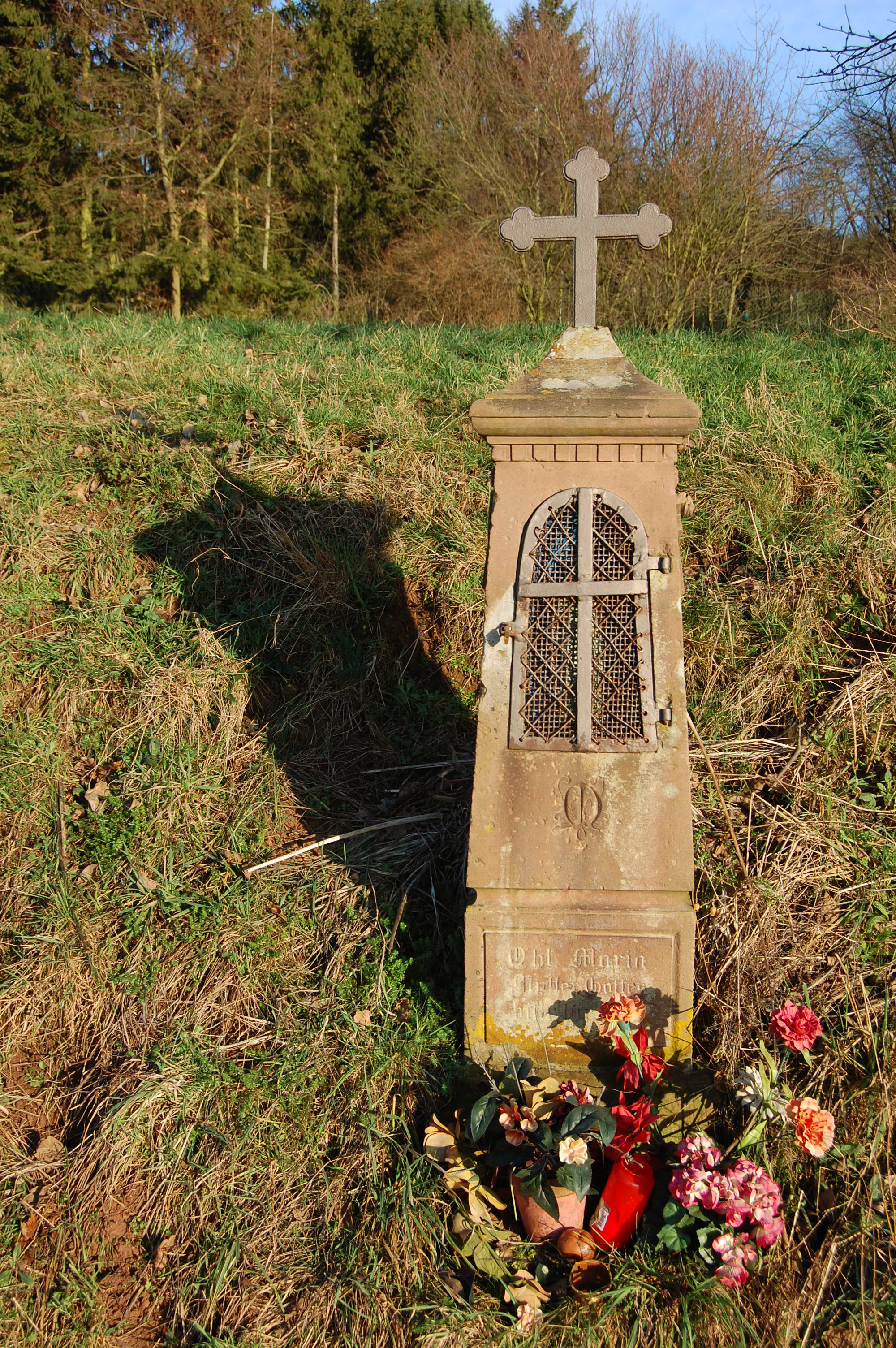
Kapliczka

W gotycki kościele pielgrzymkowym w Hessenthal znajduje się jedna z bardziej znanych scen ukrzyżowania autorstwa Hansa Backoffena. W świątyni znajduje się także przedstawienie „Opłakiwania Chrystusa” Tilmana Riemenschneidera, a w kaplicy pielgrzymkowej epitafium rodzinne Echterów z Mespelbrunn. W Neustadt nad Menem znajduje się kościół z czasów karolińskich (fundacja Karola Wielkiego z 781 roku). Innym ważnym zabytkiem w regionie jest Schloss Luitpoldshöhe (zamek) zbudowany w 1889 roku z polecenia księcia-regenta Luitpolda Bawarskiego. Obiekt ten miał pełnić rolę rezydencji władcy podczas polowań w górach Spessarte. Zamek od 1996 roku nie jest użytkowany, a jego przyszłość nie jest jasna. W miejscowości Sommerkahl znajduje się Kopalnia Wilhelmina, którą można zwiedzać.

### Muzea
- Muzeum Spessartu w zamku w Lohr nad Menem – wystawione są w nim eksponaty związane z historią oraz rzemiosłem regionu, szczególnie z produkcją szkła oraz luster, jak i kowalstwa oraz odlewnictwa
- Muzeum Szkła w Wertheim
- Neustadt nad Menem – posiada lapidarium, w którym prezentowana przeszłość miejscowego kościoła oraz klasztoru z czasów Karola Wielkiego
- Aschaffenburg – posiada bogate zbiory minerałów oraz eksponaty geologiczne wystawione w Muzeum Przyrodniczym.
- Biebergemünd – prezentuje stroje ludowe z regionu, zwłaszcza z tzw. Bergbau. Przedstawiane są tu również eksponaty związane z gospodarką rolną i leśną.
- Biebergrundmuseum Dom Zgromadzenia Sióstr Szkolnych Notre Dame (niem. Biebergrundmuseum – Haus der Armen Schulschwestern) w Altenbuch – otwarte w 2012 r.

### Szlaki wędrowne

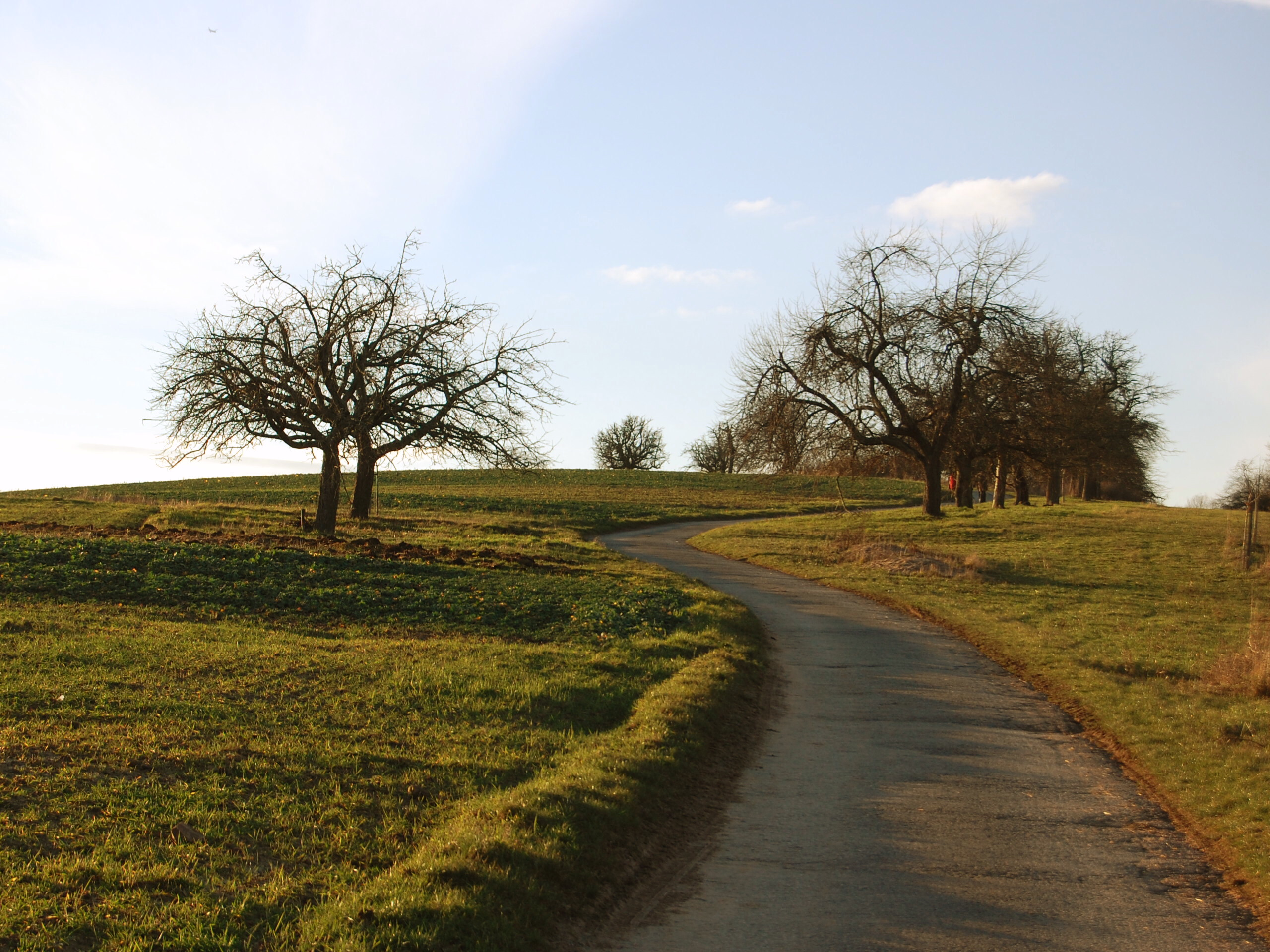
Szlak w Spessart

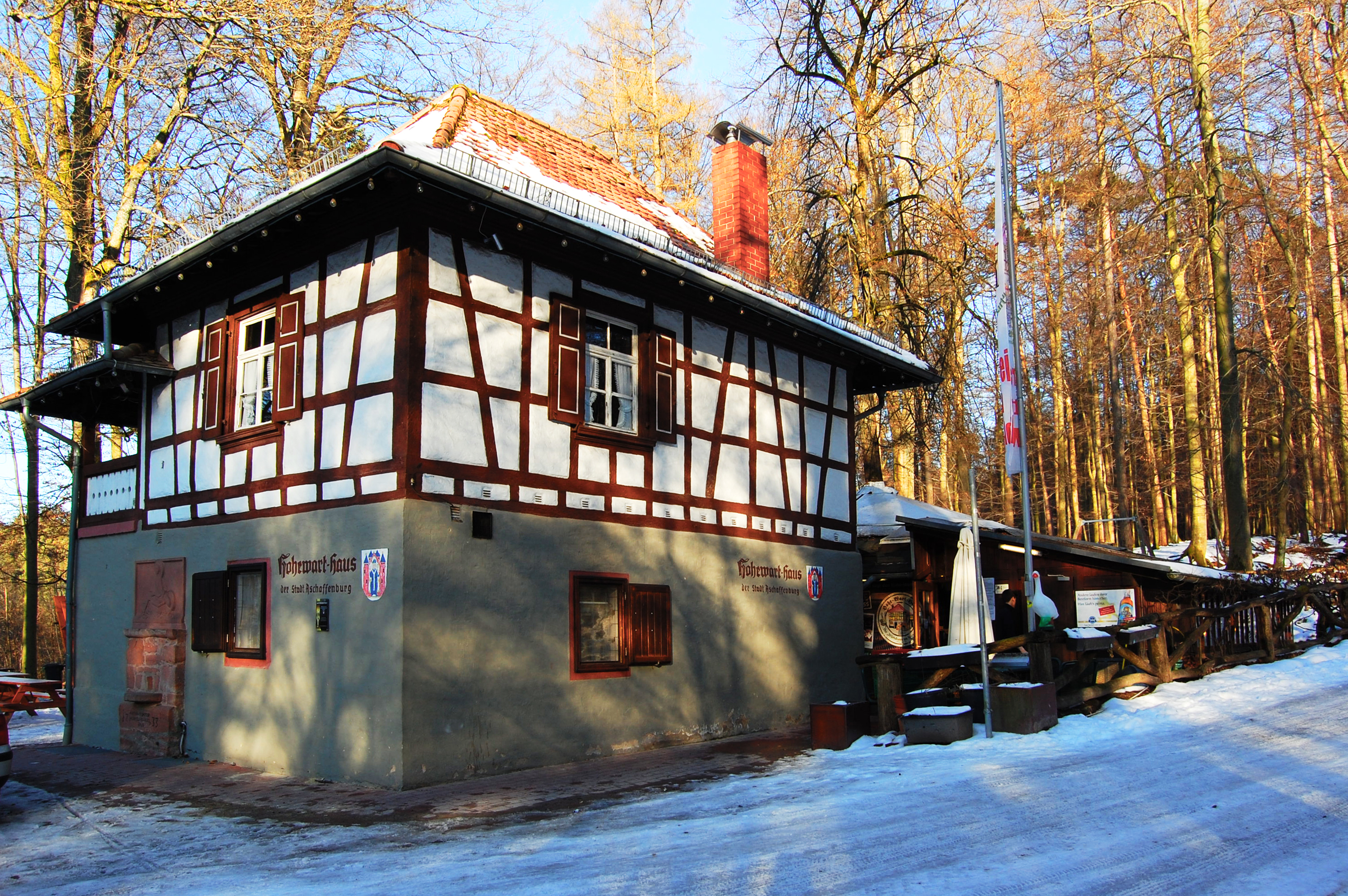
Gospoda szachulcowa w Spessarcie

W górach Spessartu wytyczono liczne szlaki dla piechurów. Jedna z tych ścieżek – Eselweg („ośla droga”) – jest użytkowana od ponad dwóch tysięcy lat. Jej nazwa pochodzi najprawdopodobniej od karawan przechodzących tędy w średniowieczu. Szlak ten oznaczany jest poprzez czarną literę „E” na białym tle. Przechodzi on przez Spessart łącząc jego północne i południe krańce. Równie znana jest „Birkenhainer Straße” – inna średniowiecznych droga handlowa pomiędzy Frankonią Nadreńską oraz Wschodnią. Ma na 71 km długości i łączy miasto Hanau z Gemünden nad Menem. Współcześnie jest ona oznaczana czarną literą „B” na białym tle. Wartym wspomnienia jest również szlak wokół Spessartu jest tzw. „Maintalhöhenringweg” oznaczana literą „R”. W Spessart znajduje się także droga poprowadzona wzdłuż Menu. Szlak ten poświęcono miejscowym winnicom oraz winu. Dodatkowo przez góry przechodzą również liczne „ścieżki kulturowe” wyznaczane przez Towarzystwo „Projekt Archeologiczny Spessartu” (niem. Archäologisches Spessart-Projekt e. V.). Powstają one od 1998 roku w ramach programu “Programme European Cultural Paths und European Pathways to Cultural Landscapes”. Logiem ścieżek kulturowych jest krąg z gwiazd z żółtą łódką w środku oraz niebieskim tłem.

### Spessart w kulturze
Poczynania lokalnych grupek przestępców stały się inspiracją dla Wilhelma Hauffa na początku XIX wieku, który napisał w 1827 roku opowiadanie pt. „Karczma w Spessart” (niem. Das Wirtshaus im Spessart). Najprawdopodobniejszym miejscem akcji była gospoda „Zur Post” w Mespelbrunn-Hessenthal lub Rohrbrunn. Kurt Hoffmann w 1958 roku zekranizował ową historię. Akcja filmu toczyła się na zamku Mespelbrunn, co przyczyniło się do jego popularyzacji.Góry stały się też pierwowzorem miejsca akcji bajki braci Grimm pt. „Królewna Śnieżka”.

### Etnografia

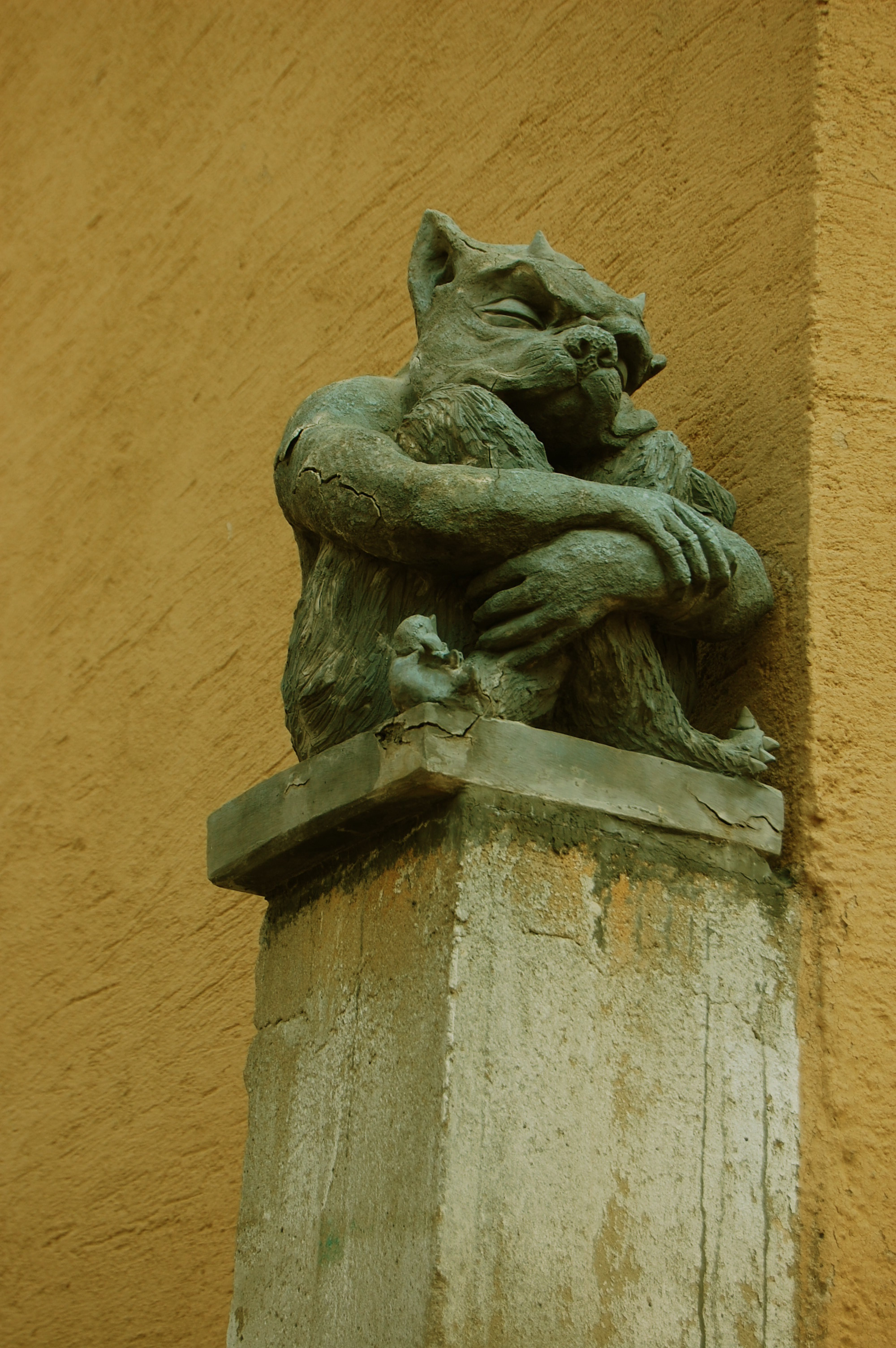
Figura czorta przy bramie do jednego z gospodarstw rolnych

Spessart stanowi pogranicze między dialektami wschodniofrankońskimi, południowofrankońskimi i heskimi. Na wschodzie miejscowa ludność identyfikuje się z Dolną Frankonią, określanią też jako Frankonia Nadmeńska (Mainfranken), znaną przede wszystkim z produkcji win. Bawarskie powiaty Aschaffenburg i Miltenberg oraz miasto wydzielone Aschaffenburg odróżniają się kulturowo, językowo i historycznie od reszty rejencji i są określane jako „Bawarska Nadmenia Dolna” (Bayerischer Untermain), stanowiąc też jeden z 18 regionów planowania tego landu.
Ludność części bawarskiej jest w większości wyznania katolickiego, heskiej – luterańskiego.
Aschaffenburski nauczyciel i etnograf – Valentin Pfeifer (1886-1964) zajmował się legendami, historią oraz zwyczajami Spessartu. Prowadził on liczne badania, którymi przysłużył się do powstania wielu zbiorów i publikacji o tej tematyce. Jego praca o miejscowych legendach doczekała się już 17 wydań.

### Spessartbund
Aschaffenburg jest siedzibą Związku Spessartu (niem. Spessartbund e. V.), który posiada około 19.000 członków zrzeszonych w 91 grupach lokalnych. Organizacja ta jest członkiem Niemieckiego Związku Towarzystw Wędrowniczych oraz Górskich (niem. Verband Deutscher Gebirgs- und Wandervereine) w Bawarii i Hesji. Związek został założony w 1876 roku przez studenta Karla Kihna jako nieoficjalne towarzystwo pasjonatów regionu. Jego formowanie trwało do 1912 roku i dopiero w 1913 roku Spessartbund został wpisany do oficjalnego katastru. Obecnie do celów organizacji należą:
- ochrona przyrody i krajobrazu
- wspierania wędrownictwa w regionie
- wspieranie, opieka i utrzymanie lokalnych dóbr kulturowych
- praca z młodzieżą
- tworzenie nowych i opieka nad istniejącymi ścieżkami kulturowymi, schroniskami i mapami/tablicami informacyjnymi.

## Gospodarka i infrastruktura
Spessart, zwłaszcza park krajobrazowy Spessart, żyje w dużej mierze z turystyki. Obszary leśne oraz wypoczynkowe stwarzają wiele możliwości aktywnego i zróżnicowanego pobytu dla gości w regionie. Malownicze miasta wzdłuż Menu pełne budynków z szachulcowymi ścianami stanowią atrakcyjne cele wycieczek. Do najbardziej znanych należą: Gemünden, Lohr, Marktheidenfeld, Wertheim, Miltenberg, Klingenberg oraz miasto-rezydencja Aschaffenburg.

### Historia gospodarcza
Przez wieki Spessart był obszarem silnie zalesionym. Dopiero od XVIII wieku rozpoczęła się systematyczna wycinka drzew. Górski region obok nielicznych obszarów rolniczych posiada złoża surowców naturalnych: drewno, energia wodna, sól, minerały oraz rudy. Z tego powodu od stuleci rozwijało się tutaj garncarstwo, górnictwo, węglarstwo drzewne oraz kowalstwo. W 1795 roku Georg Ludwig Rexroth zakupił w Elsavatal kuźnię i rozpoczął produkcję artykułów metalowych na potrzeby lokalnych rolników oraz rzemieślników. Po przeprowadzeniu się do Lohr jego zakład produkcyjny rozwinął się znacznie i stał się ważnym producentem produktów metalowych z branży hydraulicznej o randze światowej. Założone przez niego przedsiębiorstwo funkcjonuje do dziś pod nazwą Bosch Rexroth.
Produkty spessarckiego hutnictwa szkła oraz luster znajdowały i znajdują zbyt w całej Europie. W Lohr działa nadal huta szkła. Ze względu na położenie Spessartu przebiegały tędy liczne szlaki handlowe, z których lokalni panowie czerpali zyski w postaci opłat celnych. Pieniądze pozyskane z handlu były przekazywane na budowę kościołów, klasztorów, zamków oraz grodów. W całej Europie znani byli woźnicy z Frammerbach, którzy jednak stracili na znaczeniu wraz z rozwojem żeglugi rzecznej oraz kolejnictwa. Wraz z rewolucją przemysłową podupadła produkcja miejscowych zakładów w centrum pasma górskiego. Lepsze i tańsze drogi handlowe umożliwiły bowiem ściąganie tańszych produktów z odległych stron oraz wielkich centrów produkcyjnych. Z tego powodu region bardzo zubożał. Zjawisko pauperyzacji regionu opisał w swoim dziele Rudolf Virchow (lekarz na Uniwersytecie w Würzburgu) pt. „Bieda w Spessart: medyczno-geograficzno-historyczny szkic” z 1852 roku. Stwierdził on, iż bieda, las i grupki rabusiów wpisały się w świadomość miejscowej ludności.
Na terenie Spessartu istniało umiarkowanie rozwinięte górnictwo. W północnej części masywu do 20-lecia międzywojennego były wydobywane żelazo i mangan. W miejscowości Biber, zwłaszcza w XVIII wieku, przez dłuższy czas pozyskiwano w małych ilościach miedź, ołów oraz srebro.

### Transport
Pociąg Men-Spessart kursuje pomiędzy miastami Würzburg – Aschaffenburg – (Frankfurt/M). Na jego trasie znajdują się następujące miasta (na terenie pasma górskiego): Laufach, Heigenbrücken, Hösbach, Partenstein oraz Wiesthal. W planach jest przebudowa trasy na potrzeby pociągów dużych prędkości na linii Würzburg – Frankfurt. Od niej powinno w przyszłości odchodzić także dodatkowe połączenie kolejowe w kierunku Hanoweru. Przez Spessart przebiega także autostrada A3 (Frankfurt/M – Würzburg).

### Miejscowe przedsiębiorstwa
W Lohr nad Menem ma swoją siedzibę przedsiębiorstwo Bosch Rexroth AG zajmujące się obróbką drewna oraz metali.

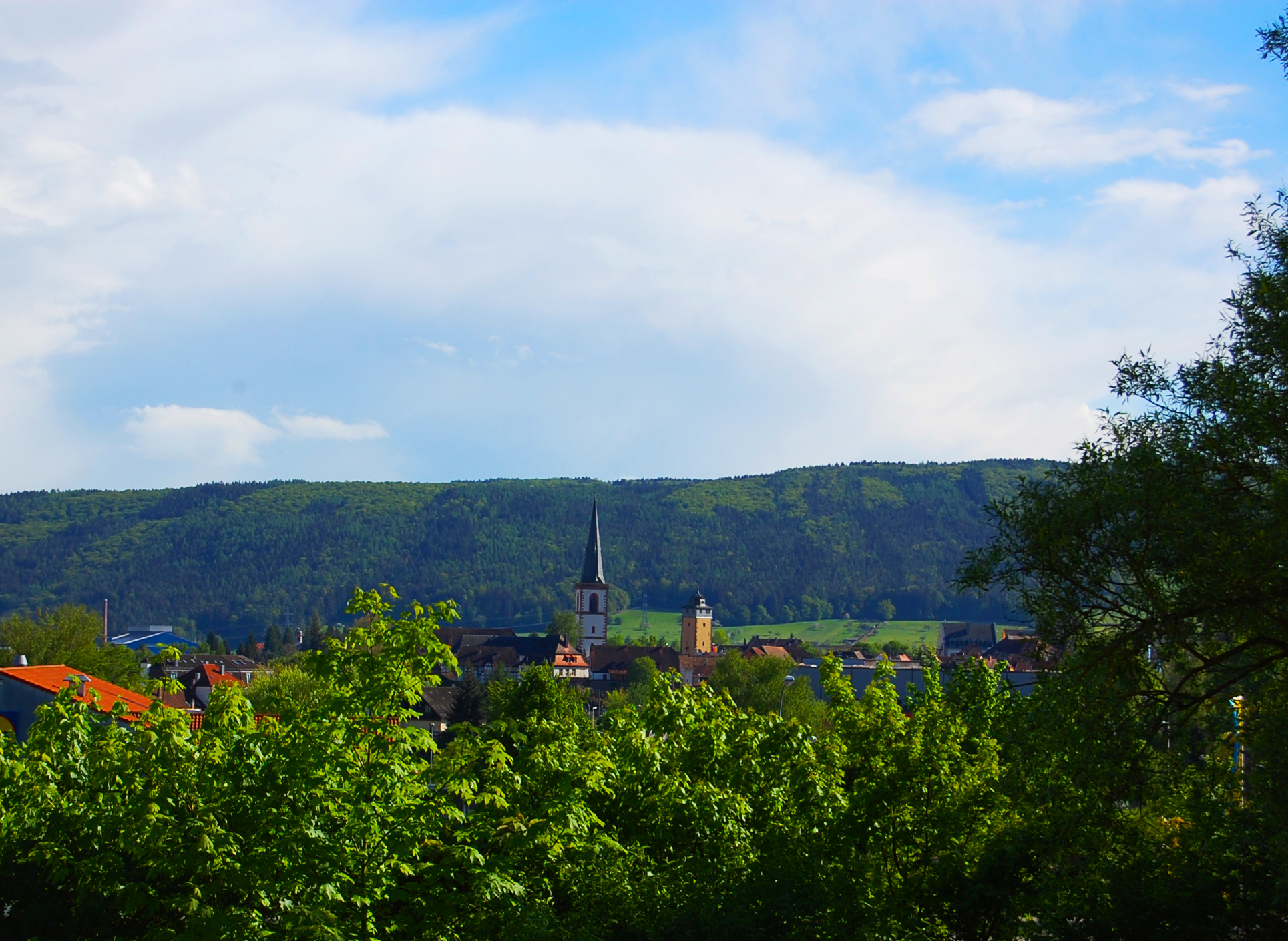
Widok Lohr nad Menem

## Osobistości
- Juliusz Echter von Mespelbrunn (1545–1617), biskup i hrabia Frankonii
- Maria Happel (1962), aktorka

### Geologia i górnictwo
- Freymann Klaus, Der Metallerzbergbau im Spessart, Aschaffenburg 1991.
- Murawski Hans, Nur ein Stein. Geologie des Spessarts, Aschaffenburg 1992.

### Historia sztuki
- Horst Günther, Spessart. Bilanz einer Kulturlandschaft. Dokumentation des bayerisch-hessischen Spessart-Projektes 1995, Bad Orb 1996.

### Przyroda
- Zerbe Stefan, Die Wald- und Forstgesellschaften des Spessarts mit Vorschlägen zu deren zukünftigen [sic] Entwicklung, Aschaffenburg 1999.
- Weber Hans, Die Geschichte der Spessarter Forstorganisation. Ein Beitrag zur Deutschen Forstgeschichte, München 1954.

### Historia gospodarki
- Wolff Hellmuth: Der Spessart. Sein Wirtschaftsleben, Aschaffenburg 1905.

## Strony internetowe
- Strona domowa Parku Natury Spessart
- Związek Spessartu
- Towarzystwo „Projekt Archeologiczny Spessartu”
- Strona poświęcona geologii i mineralogii regionu